# Uleiorchis
Uleiorchis es un género de orquídeas perteneciente a la subfamilia Epidendroideae dentro de la familia Orchidaceae. Tiene dos especies.
Se presentó por Hoehne y fue publicado en Archivos de Botánica del Estado de São Paulo 1: 129 en 1944.  Se caracteriza por Uleiorchis cogniauxiana Hoehne, que es un sinónimo de Uleiorchis ulei (Cogn.) Handro, publicado originalmente por Cogn. como Wullschlaegelia ulei.  El nombre del género es un homenaje a Ernesto Ule botánico que descubrió esta especie, que se añade la palabra griega Orchis, que significa  orquídeas.

## Distribución
El género está formado por solo dos especies de plantas terrestres, por lo general saprofitas, que vegetan en la descomposición de materia orgánica en los bosques húmedos. Una especie es de los bosques de Santa Catarina, y el otro de Venezuela.

## Descripción
Las especies de este género se caracterizan por tener un largo tubérculo, por encima del cual, surge el tallo y raíces finas, sin hojas de aspecto pálido y anémico, es delgadísimo, por lo general con hasta veinte centímetros de altura cuando está en flor.
Las flores de la primavera se presenta en forma de racimos terminales, son pocos, poco espaciados, pequeños, con sépalos, formando una pieza tubular que termina en la campana triangular abierta de cinco puntos, con una abertura en la región ventral, donde tiene el labio. Este es libre, articulado a los pies de la columna, carnosa.  La columna es de espesor, con dos puntos a su lado la antera terminal.
El género es bastante similar a Wullschlaegelia, que se distingue por la presencia del tubérculo raíz, en la que emerge de las raíces, como por sus flores más grande, casi en su totalidad de sépalos concrescidos. 

## Taxonomía
El género fue descrito por Frederico Carlos Hoehne y publicado en Arquivos de Botânica do Estado de São Paulo 1(6): 129, t. 144, f. 3. 1944.

## Especies
- Uleiorchis liesneri
- Uleiorchis ulei